# 勐片河
勐片河，位于中华人民共和国云南省普洱市景东彝族自治县西部的一条河流，是澜沧江左岸支流。源流称磨刀河，发源于林街乡丁帕村磨刀河以东无量山猫头山，蜿蜒向西流至景福镇竹箐村马鹿塘转南流，中游也称古里河，南流至景福镇龙山村河边转西南流，于曼等乡排沙村江边西南汇入澜沧江大朝山电站水库库区。河长52.2千米，流域面积553.9平方千米，落差2330米，河道平均比降21.1‰。